# Стів Дочерті
Стів Дочерті (англ. Steve Docherty; нар. 6 травня 1950) — колишній австралійський тенісист.
Найвищу одиночну позицію світового рейтингу — 74 місце досяг 12 червня 1978, парну — 86 місце — 26 грудня 1979 року.
Найвищим досягненням на турнірах Великого шолома було 3 коло в парному розряді.

## Фінали за кар'єру

### Парний розряд (4 поразки)
| Результат | Ранг | Дата | Турнір                          | Покриття | Партнер         | Суперники                   | Рахунок  |
| --------- | ---- | ---- | ------------------------------- | -------- | --------------- | --------------------------- | -------- |
| Поразка   | 1.   | 1977 | Тайбей, Тайвань                 | Тверде   | Том Гормен      | Кріс Ділейні Пет Дюпре      | 6–7, 6–7 |
| Поразка   | 2.   | 1979 | Атланта, США                    | Тверде   | Еліот Телчер    | Реймонд Мур Іліє Настасе    | 4–6, 2–6 |
| Поразка   | 3.   | 1979 | Sydney International, Австралія | Трава    | Крістофер Льюїс | Пітер Макнамара Пол Макнамі | 6–7, 3–6 |
| Поразка   | 4.   | 1980 | Палм-Гарбор, США                | Тверде   | Джон Джеймс     | Пол Кронк Пол Макнамі       | 4–6, 5–7 |